# 後漸近巨星支星
後漸近巨星支星（pAGB，是後-漸近巨星支的縮寫）是處於恆星演化非常晚期階段的一種中等質量恆星，在恆星分類上是明亮的超巨星。後漸近巨星支階段發生在漸近巨星支（AGB或第二次上翻紅巨星）結束之後。這階段的垂死恒星，最初非常凉爽和巨大，會收縮和升溫。漸近巨星支後階段的持續時間因恒星的初始質量而異，從太陽質量恆星的100,000年到更大質量恆星的1,000多年不等。隨著金屬豐度的降低，時間尺度略為縮短。
在這一階段接近尾聲時，後漸近巨星支星在脫落外層時也傾向於產生原行星雲，這會產生大量的紅外過量，並遮蔽恆星在可見光的輻射。在達到約30,000 K的有效溫度後，該恆星能够電離其周圍的星雲，產生一個真正的行星狀星雲。

## 性質
後漸近巨星支星跨越了很大的溫度範圍，因為它們正處於從非常冷的溫度（3,000 K或更低）加熱到大約30,000 K的過程中。從技術上講，只有當恆星達到其最高溫度100000-200,000 K時，後漸近巨星支階段才結束，但在30,000 K之外，這顆恆星電離了周圍的氣體，因此後漸近巨星支星更常被認為是行星狀星雲的中心恆星。
另一方面，後漸近巨星支星的光度在整個後漸近巨星支階段通常是恆定的，並且略微取決於恆星的核心質量，並且隨著金屬量的降低而變得較為明亮。。

## 例子
由於塵埃通常會遮蔽它們，許多後漸近巨星支星在視覺上相對暗淡。然而，仍有一些後漸近巨星支星可以用肉眼看到，其中最亮的是武仙座89。
其他範例包括：
- 船尾座L2
- 金牛座RV
- 盾牌座R
- 麒麟座U